# Allégorie de l'Industrie
Allégorie de l'Industrie est une tempera sur toile en médaillon peinte par Francisco de Goya en 1805. Il fait partie d'une série de quatre  allégories sur le progrès scientifique et économique. Ils ont été conçus pour décorer une salle d'attente du Palais Godoy à Madrid, puis de la résidence de Manuel Godoy, premier ministre espagnol sous le règne de Charles IV. La série complète a été transférée depuis le ministère de la marine espagnol vers le Musée du Prado où elle est conservée depuis 1932. 
L'image montre deux jeunes femmes occupées à leur rouet dans la pénombre d'une chambre éclairée par la lumière d'une grande fenêtre qui s'ouvre sur la gauche du point de vue du spectateur. À l'arrière, dans le noir, on peut distinguer des têtes de personnes âgées, peut-être liées au Destin. Le flou ne permet pas de savoir si ces vieilles femmes sont des employées ou des motifs sur des toiles produits par la fabrique.

## Contexte
La série de quatre médaillons produits a été commandée par Godoy (1767-1851) pour décorer une pièce carrée de Palais du marquis de Grimaldi, qui est maintenant  connu comme Palais de Godoy. Cette salle été accessible par un escalier monumental. Les autres tableaux qui complètent la série sont des allégories de l'agriculture, du commerce et des sciences ; ce dernier a disparu. 
Godoy voulait paraître comme un réformateur du mouvement des Lumières, ultime garant du progrès économique et scientifique de l'Espagne pour la l'industrie qui se développait à l'époque. 

## Analyse
Cependant cette image représente surtout la stagnation de l'Espagne quant à son développement industriel. Loin de représenter la révolution industrielle qui se produit dans les régions plus au nord de l'Europe au même moment et contre qui Espagne souffre d'un déficit de progrès économique et scientifique. Goya fait le portrait d'un modèle productif de l'Ancien Régime, à l'image des Fileuses, de Velázquez, utilisant également deux employés, des rouets identiques, très loin de la production industrielle de masse de la même époque en France ou au Royaume-Uni. L'image est déformée pour permettre d'exposer la toile en hauteur. 
De plus, leurs vêtements n'appartiennent pas à la classe ouvrière. Les grands décolletés, les blouses blanches, les attitudes mélancoliques et distraites semblent plus typique des dames de la bonne société. La robustesse de leur physionomie n'est pas non plus le meilleur exemple des conditions d'alimentation habituelles du prolétariat naissance dans les fabriques industrielles. Il s'agit d'une représentation traditionnelle et assez rigide de l'iconographie habituelle plutôt que la représentation du besoin imminent de progrès technologique dont l'économie du pays avait besoin. Il représente les lacunes conceptuelles existantes sur ce qu'aurait dû être l'industrie textile moderne au début du XIXe siècle.